# Rockfish Gap
Le Rockfish Gap est un col routier des montagnes Blue Ridge situé dans l'État de Virginie, aux États-Unis, à la limite du comté d'Augusta et du comté de Nelson. Franchi à 580 mètres d'altitude par l'Interstate 64 dans la direction est-ouest, il marque aussi la liaison entre la Blue Ridge Parkway, dont il est le point le plus septentrional, et la Skyline Drive, dans le parc national de Shenandoah, dont il est le point le plus méridional. Le sentier des Appalaches passe aussi par le col dans la direction nord-sud en suivant la ligne de crête du massif.
Depuis la création de ce district historique le 28 avril 1997, Rockfish Gap est une propriété contributrice au district historique de Skyline Drive.